# Кадар (село)
Када́р (дарг. Къадар) — село в Буйнакском районе Дагестана.
Образует сельское поселение село Кадар как единственный населённый пункт в его составе.

## Географическое положение
Расположен в 26 км к юго-востоку от районного центра города Буйнакск, в юго-восточной части Буйнакского района. На северном склоне хребта Чонкатау, на высоте 1100 метров над уровнем моря. Самая высокая точка — 1536 метров над уровнем мирового океана. На западе граничит с селом Карамахи, на севере с Чанкурбами и Ванашимахи, на северо-востоке с Качкалыком, а на юге и юго-востоке, следовательно, окружён хребтом Чонкатау.

## Этимология
Географ С. Д. Алиев считает, что слово «Кадар» произошло от монгольского Хада, обозначающее «утёс», «скала», по мнению некоторых жителей оно произошло от арабского слова Хадар, что означает «зелень». Филологи связывают этимологию с даргинским словом Къада что значит «ущелье», «теснина», это при том, что село наоборот находится на возвышенности, а не в ущелье. Объясняется это тем, что, возможно, предки жителей Кадара были долинными жителями и только по необходимости поднялись на их нынешнее место обитания. М. О. Османов же объясняет это тем, что селение расположено на холме, который находится в глубокой впадине по отношению к окружающим горам.

## Население
| 1888  | 1895  | 1926  | 1939  | 1970  | 1989  | 2002  |
| ----- | ----- | ----- | ----- | ----- | ----- | ----- |
| 3233  | ↘3214 | ↘1530 | ↘739  | ↘589  | ↗1217 | ↗1872 |
| 2010  | 2012  | 2013  | 2014  | 2015  | 2016  | 2017  |
| ↗2277 | ↗2330 | ↗2405 | ↗2469 | ↗2542 | ↗2612 | ↗2678 |
| 2018  | 2019  | 2020  | 2021  | 2023  | 2024  | 2025  |
| ↗2728 | ↗2799 | ↗2903 | ↘2858 | ↗2933 | ↗3002 | ↗3064 |

Жители говорят на кадарском диалекте даргинского языка.

## История
Касательно основания села существует две версии одного распространённого предания:
- После какого-то военного бедствия уцелевшие жители местного плато стекались у возвышенности Эла-Дубура, где было основано Бек-Ши (с дарг. «главное село»). По какой-то причине жители покинули его — выходцы основали Губден и ещё 9 горных джамаатов (в том числе Кадар). Оставленные земли были признаны общими для 10 образовавшихся сёл. Их было решено не дробить, а использовать поочерёдно.
- Согласно другой версии, исконное селение находилось на горе Шамхал в урочище Шибарк (с дарг. «место села»). Но после войны уцелело лишь 12 мужчин с семьями: село было разрушено. Тогда они решили расселиться. Трое основали Губден, остальные — девять крупных горных сёл: Кадар, Мекеги, Акуша, Усиша, Цудахар, Гапшима, Муги, Сирха и Урахи[29].

## Достопримечательности
Достопримечательностью села является древняя джума-мечеть. В 2006 году состоялось мероприятие с участием всех духовенств республики, посвященное 700-летию мечети. Мечеть сохранилась в первоначальном виде. Точная дата постройки неизвестна, но по найденным старинным арабоязычным записям, она была построена арабом по имени Абу-Муслим примерно в 736 году по хиджре (1348 год по григорианскому календарю).
В селе на старом кладбище имеется святыня (зиярат) исламского ученого Айгума-Шейха, который был основан ещё в начале 17 века.